# High Point Panthers
High Point Panthers – nazwa drużyn sportowych High Point University w High Point, biorących udział w akademickich rozgrywkach w Big South Conference oraz Southern Conference (lacrosse mężczyzn), organizowanych przez National Collegiate Athletic Association. 

## Sekcje sportowe uczelni

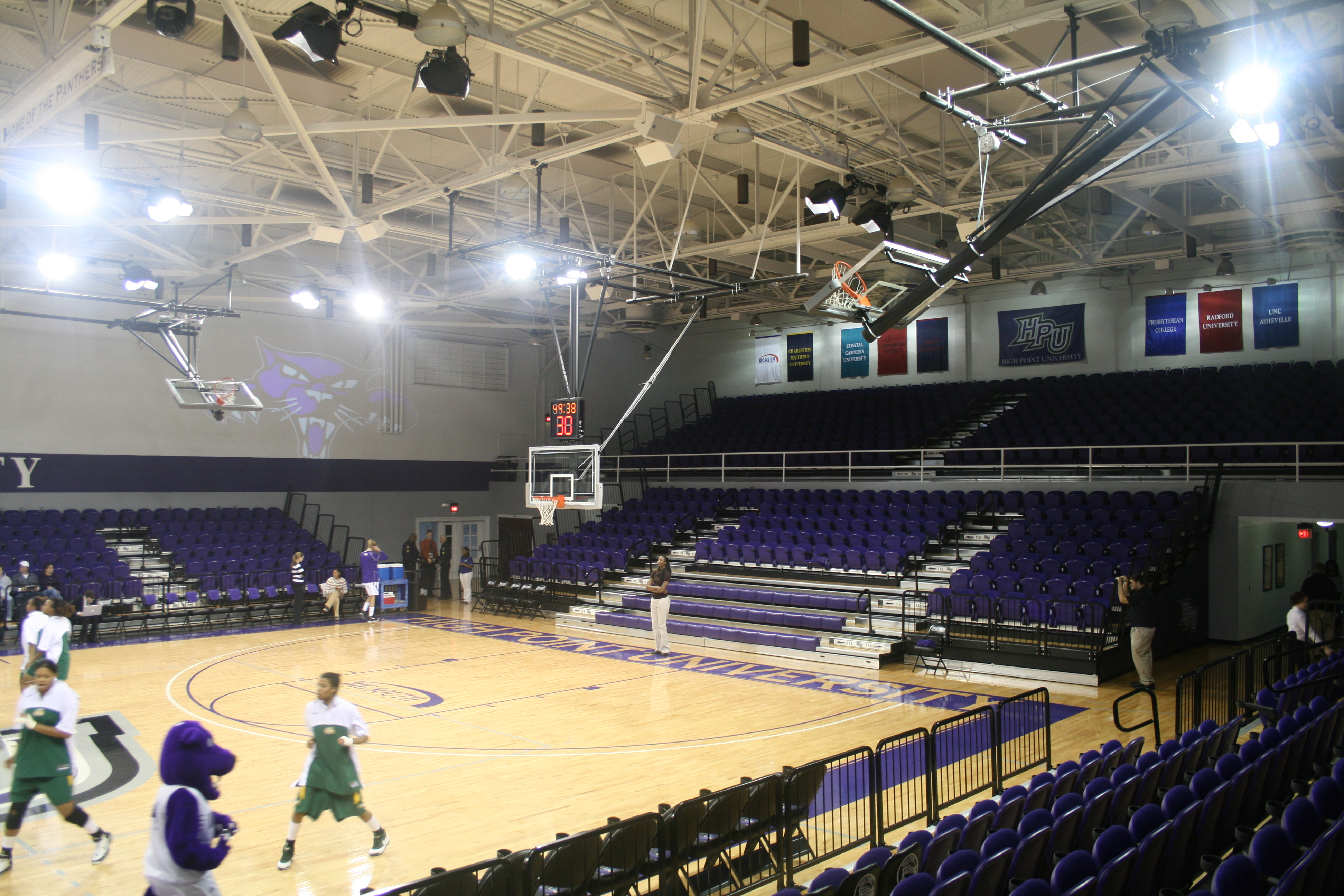
Millis Center.

| Mężczyźni - baseball - bieg przełajowy - golf - koszykówka - lacrosse - lekkoatletyka - piłka nożna | Kobiety - bieg przełajowy - golf - koszykówka - lacrosse - lekkoatletyka - piłka nożna - siatkówka |

## Obiekty sportowe
- Qubein Center – hala sportowa o pojemności 4500 miejsc, na której odbywają się mecze koszykówki. Otwarte na sezon 2021-22.[2]
- Millis Center – hala sportowa, na której odbywają się mecze siatkówki. Organizował także mecze koszykówki przed otwarciem Qubein Center w 2021 roku. [3]
- Witcher Athletic Center – stadion wielofunkcyjny o pojemności 2000 miejsc, na którym odbywają się mecze piłkarskie i lacrosse[4]
- Vert Stadium – stadion wielofunkcyjny, na którym odbywają się zawody lekkoatletyczne, mecze piłkarskie i lacrosse[5]
- Williard Stadium – stadion baseballowy[6]